# Carl-Ludwig Holtfrerich
Carl-Ludwig Holtfrerich (* 23. Januar 1942 in Everswinkel/Westfalen) ist ein deutscher Wirtschaftshistoriker. Er lehrte als Professor für Volkswirtschaftslehre und Wirtschaftsgeschichte am Fachbereich Wirtschaftswissenschaft und am John-F.-Kennedy-Institut für Nordamerikastudien der Freien Universität Berlin.

## Leben
Nach einem Austauschschülerjahr in den USA 1959/60 und dem Abitur im altsprachlichen Zweig des Staatlichen Gymnasiums Coesfeld 1961 studierte er an den Universitäten Münster und Paris und schloss 1966 mit dem Diplom-Volkswirt-Examen an der Universität Münster ab. Er arbeitete dort als wissenschaftlicher Mitarbeiter und promovierte 1971 an der Universität Münster. 1971 bis 1974 war er als Referent in der Außenhandelsabteilung des Bundesverbands der Deutschen Industrie (BDI) tätig. 1974 bis 1980 arbeitete er als Assistenzprofessor für Volkswirtschaftslehre und Wirtschaftsgeschichte an der Freien Universität Berlin, mit einem einjährigen Zwischenaufenthalt als John F. Kennedy Fellow am „Center for European Studies“ der Harvard University 1975/76. Er wurde 1979 im Fachbereich Wirtschaftswissenschaft der Freien Universität Berlin habilitiert. Es folgte ein Ruf auf eine Professur für Neuere Wirtschafts- und Sozialgeschichte an der Universität Frankfurt am Main, wo er von 1980 bis 1983 tätig war. Im Frühjahr 1982 lehrte er drei Monate lang als Gastprofessor am St Antony’s College der Universität Oxford in England. 1982/83 forschte er ein Jahr lang am „Woodrow Wilson International Center for Scholars“ in Washington, D.C. 1983 wurde er auf einen Lehrstuhl für Volkswirtschaftslehre an die Freie Universität Berlin berufen. Im Oktober 2007 ist er dort in den Ruhestand eingetreten.
1995 wurden er und die vier anderen Autoren mit dem „Financial Times/Booz-Allen & Hamilton Global Business Book Award“ für das Buch „Die Deutsche Bank. 1870–1995“ als weltweit beste Unternehmensgeschichte ausgezeichnet. Seit 2008 ist er Ordentliches Mitglied der Berlin-Brandenburgischen Akademie der Wissenschaften.
Im Ranking des Handelsblatts (2011) wurde Holtfrerich zu den Top-Emeriti der VWL gezählt. 2015 wurde ihm in Washington D.C. der Helmut-Schmidt-Preis für Deutsch-Amerikanische Wirtschaftsgeschichte verliehen.
Holtfrerich hat zwei Kinder.

## Veröffentlichungen (Auswahl)
- Quantitative Wirtschaftsgeschichte des Ruhrkohlenbergbaus im 19. Jahrhundert, 1973.
- Die deutsche Inflation 1914–1923. Ursachen und Folgen in internationaler Perspektive, 1980, ISBN 978-3-11008318-7. Übersetzungen: englisch 1986, italienisch 1989, französisch 2008.
- Alternativen zu Brünings Wirtschaftspolitik in der Weltwirtschaftskrise, 1982.
- Die deutsche Inflation. Eine Zwischenbilanz / The German Inflation Reconsidered. A Preliminary Balance, 1982.
- Die Erfahrung der Inflation im internationalen Zusammenhang und Vergleich / The Experience of Inflation. International and Comparative Studies, 1984, ISBN 978-3-11009679-8.
- Die Anpassung an die Inflation / The Adaption to Inflation, 1986.
- Vom Weltgläubiger zum Weltschuldner. Erklärungsansätze zur historischen Entwicklung und Struktur der internationalen Vermögensposition der USA, 1988.
- Konsequenzen der Inflation / Consequences of Inflation, 1989.
- Economic and Strategic Issues in US Foreign Policy, 1989.
- Interactions in the World Economy. Perspectives from International Economic History, 1989.
- Vom Zollverein und Währungspluralismus zur einheitlichen Reichswährung, 1989.
- Wirtschaft USA. Strukturen, Institutionen und Prozesse, 1991.
- Die Deutsche Bank 1870–1995, 1995, ISBN 978-3-406-38945-0. Englische Übersetzung 1985.
- Fünfzig Jahre Deutsche Mark. Notenbank und Währung in Deutschland seit 1948, 1998. Englische Übersetzung 1999.
- Finanzplatz Frankfurt. Von der mittelalterlichen Messestadt zum europäischen Bankenzentrum, 1999. Englische Übersetzung 1999.
- The Emergence of Modern Central Banking from 1918 to the Present, 1999.
- Requiem auf eine Währung. Die Mark 1873–2001, 2001, ISBN 978-3-42105568-2.
- International Financial History in the Twentieth Century. System and Anarchy, 2003.
- Wo sind die Jobs? Eine Streitschrift für mehr Arbeit, 2007.
- Staatsschulden. Ursachen, Wirkungen und Grenzen, 2015. Englische Übersetzung 2016.
- Das Reichswirtschaftsministerium der Weimarer Republik und seine Vorläufer. Strukturen, Akteure, Handlungsfelder, 2016.
- Wirtschaftspolitik in Deutschland 1917–1990. 2016.
- Edward A. Tenenbaum and the Deutschmark. How an American Jew became the father of Germany's postwar economic revival. 2024